# Penryn
Penryn (Limba cornică: Pennrynn) este un oraș în comitatul Cornwall, regiunea South West, Anglia. Orașul se află în districtul Carrick.